# Rhizocarpon postumum
Rhizocarpon postumum är en lavart som först beskrevs av William Nylander och som fick sitt nu gällande namn av Johann Franz Xaver Arnold. 
Rhizocarpon postumum ingår i släktet Rhizocarpon och familjen Rhizocarpaceae. Arten är reproducerande i Sverige. Inga underarter finns listade i Catalogue of Life.